# Продолжительность игры (футбол)
Правило 7 Правил игры в футбол регламентирует продолжительность футбольного матча.

## Основное время
Футбольный матч состоит из двух таймов по 45 минут каждый, если судья и команды-участницы не согласовали перед игрой иного варианта. Любая договорённость об уменьшении времени тайма должна быть достигнута до начала матча и не должна противоречить регламенту соревнований.

## Перерыв
Игроки имеют право на перерыв между двумя таймами основного времени, продолжительность которого указывается в регламенте соревнований, но не должна превышать 15 минут.

## Добавленное время
К продолжительности каждого из таймов может быть добавлено время, потраченное в ходе игры на:
- проведение замен
- оценку серьёзности травм игроков
- транспортировку травмированных игроков с поля для оказания помощи
- умышленное затягивание игроками возобновления игры
- любые иные причины

Продолжительность добавленного времени определяется судьёй.

## 11-метровый удар
Если время матча истекло, а 11-метровый удар должен быть пробит или перебит, то продолжительность тайма увеличивается на время, необходимое для завершения удара.

## Недоигранные матчи
Все недоигранные матчи переигрываются, если в регламенте соревнований не содержится иного положения